# Sōnan desu ka?
Sōnan desu ka? (ソウナンですか？ Are You Lost?) ist eine Mangaserie des Mangaka Kentarō Okamoto, die von Riri Sagara illustriert und seit Januar 2017 im Young Magazine des Verlages Kōdansha erscheint. Bisher wurden vier Bände im Tankōbon-Format veröffentlicht. Eine Umsetzung als Animeserie wurde durch das Studio Ezo’la realisiert und erscheint seit dem 2. Juli 2019 in Japan.
Die Serie folgt vier Oberschülerinnen, die nach einem Flugzeugabsturz auf einer einsamen Insel landen und versuchen zu überleben.

## Handlung
Vier Oberschülerinnen, die ihr Leben bis dato in vollen Zügen genießen, finden sich nach einem Flugzeugabsturz gestrandet auf einer einsamen Insel wieder. Glücklicherweise hat Homare Onishima, eine der vier Schülerinnen, Erfahrung im Überleben in der Wildnis und bringt den anderen Mädchen bei, das Beste aus ihrer Situation zu machen und einen Weg zurück in die Zivilisation zu finden.

## Charaktere
Homare Onishima (鬼島 ほまれ, Onishima Homare)
Homare ist eine Schülerin mit einer ernsten Persönlichkeit. Sie hatte in ihrer Kindheit mit ihrem Vater ein Überlebenstraining absolviert und weiß wie man alleine in der Wildnis überlebt. Sie ist bereits mehrfach in eine derartige Situation geraten.
Asuka Suzumori (鈴森 明日香, Suzumori Asuka)
Asuka ist eine fröhliche und athletische Schülerin, die in der Mädchen-Basketball-Mannschaft ihrer Schule spielt.
Mutsu Amatani (天谷 睦, Amatani Mutsu)
Mutsu ist eine schüchterne und schlaue Schülerin, die in ihrem Jahrgang die besten Zensuren erreicht hat. Sie liest gerne Light Novels und möchte in der Zukunft eine Boys-Love-Autorin werden.
Shion Kujō (九条 紫音, Kujō Shion)
Shion ist ein reiches und verwöhntes Mädchen und kommt mit der Situation zunächst am schlechtesten zurecht, akzeptiert diese aber nach und nach.
Jōichi Onishima (鬼島 丈一, Onishima Jōichi)
Jōichi ist Homares Vater und hat ihr alles beigebracht um in der Wildnis überleben zu können. Er taucht im Anime lediglich in Rückblenden auf.

## Medien

### Manga
Sōnan desu ka? wurde von Kentarō Okamoto geschrieben und von Riri Sagara illustriert. Der erste Band erschien im Januar 2017 im Young Magazine des Verlages Kōdansha. Kodansha Comics erhielt die Rechte zur digitalen Veröffentlichung des Manga auf Englisch in Nordamerika. Bisher erschienen vier Bände im Tankōbon-Format.

### Anime
Am 1. März 2019 wurde eine Umsetzung als Animeserie angekündigt. Die Produktion übernahm das Studio Ezo’la, wobei Nobuyoshi Nagayama als Regisseur fungierte, Tōko Machida das Drehbuch schrieb und Junnosuke Nishio für das Charakterdesign verantwortlich war. Die Musik wurde von Akiyuki Tateyama komponiert. Die Synchronsprecherinnen M.A.O, Hiyori Kono, Kiyono Yasuno und Azumi Waki singen mit Koko wa Doko (ココハドコ) das Lied im Vorspann, während Yasuno alleine das Abspannlied Ikiru (生きる) gesungen hat.
In Japan wird die Serie seit dem 2. Juli 2019 auf MBS, Nippon TV und Tokyo MX gezeigt, während der Streaming-Dienstleiser Crunchyroll den Anime außerhalb Japans in OmU im Simulcast anbietet. Die Episoden der Serie sind jeweils knapp 15 Minuten lang.

#### Synchronisation
| Rolle           | Japanischer Sprecher (Seiyū) |
| --------------- | ---------------------------- |
| Homare Onishima | Mao Ichimichi                |
| Asuka Suzumori  | Hiyori Kono                  |
| Mutsu Amatani   | Kiyono Yasuno                |
| Shion Kujō      | Azumi Waki                   |
| Jōichi Onishima | Akio Ōtsuka                  |

## Kritiken
Die erste Episode der Animeserie wurde bei Anime News Network in der Staffelvorschau eher gemischt bis negativ wahrgenommen. So kritisierte Nick Creamer das Konzept, Mädchen stranden zu lassen, um diese dem Fanservice preiszugeben, und beschrieb Sōnan desu ka? als teilweise voyeuristisch. Die Serie sei etwas für Fans, die sowohl „Brüste als auch Bear Grylls“ sehen möchten. Theron Martin, der die erste Folge etwas besser bewertete, machte in Homare Onishima einen Kandidaten für das beste Mädchen aus, da sie das verkörpere, was Menschen in derartigen Situationen mitbringen müssten. Er beschrieb den Anime als Lichtblick in Nobuyoshi Nagayamas Vita nach seiner Arbeit an Happy Sugar Life. Rebecca Silverman versteht in Ansätzen, was der Anime dem Zuschauer vermitteln möchte, jedoch sei die Serie nicht gut darin. Auch sie beschrieb in ihrer Besprechung, dass die Serie eine halb lehrreiche Fanservice-Serie darstelle. James Beckett bezeichnete die Serie als pervers: Sie zeige halbnackte Mädchen, die nichts weiter seien als Comedy-Archetypen.